# Академия поэзии и музыки
Академия поэзии и музыки (фр. Académie de poésie et de musique), известная также под названиями Дворцовая академия (Académie du Palais) и Академия Баифа (Académie de Baïf) — старейшая французская академия. Основана поэтом Ж. А. Баифом и композитором и лютнистом И.Т. де Курвилем при поддержке короля Карла IX в 1570 году в Париже. Различались два класса членства: «мусикийцы» (сюда входили собственно музыканты, но также поэты) и «слушатели» (члены этой группы уплачивали регулярные взносы). Собрания академиков происходили в доме Баифа в Париже, после смерти Карла IX — в Лувре (с высочайшего дозволения короля Генриха III). Прекратила существование в 1584 году.

## Краткая характеристика
Основной целью Баифа было возрождение античной (главным образом, древнегреческой) поэзии и музыки — древнего искусства, которое в соответствии с воззрениями эпохи рассматривалось как эстетический идеал. Поскольку во французском языке нет никаких предпосылок для воссоздания квантитативной метрики, необходимые для возрождения «долготы» и «краткости» слогов нашлись в музыке с её возможностью точного (рационального) соотнесения долгих и кратких длительностей. Такая экспериментальная музыка в Академии получила название «музыка, размеренная в античной манере» (фр. musique mesurée à l’antique).
В попытке воплотить в музыке новую поэзию, созданную в псевдо-античной «квантитативной» метрике, наиболее ревностным сторонником идей Баифа стал Клод Ле Жён. Чтобы музыка не затемняла ритмический рисунок, Ле Жён свёл к минимуму технику полифонической разработки темы (типичную для многих жанров вокальной музыки позднего Возрождения) и орнаментирование; хоральная фактура его многоголосных сочинений близко подходит к гомофонии.
Эксперименты в области взаимодействия музыки и стиха привели к появлению необычных текстомузыкальных форм, передающих античную строфику (сапфическая строфа, элегический дистих и др.), и породили оригинальные метроритмические эффекты (особенно яркий — в чередовании бинарной и тернарной метрических групп в пределах одной фразы текстомузыкальной строки).
Помимо Ле Жёна антикизирующие идеи Баифа оказали влияние на творчество других академиков-композиторов — Юсташа дю Корруа (1549-1609), Жака Модюи (1557-1627), Гийома Котле (1530-1606).